# 以斯帖記補編
《以斯帖記補編》天主教又譯為《艾斯德爾傳補錄》，是天主教接受的次經，而新教和猶太教則不接受此篇章作正經。

## 出處
西元前2世紀至1世紀之間，一位住在埃及的猶太人將《以斯帖記》譯成希臘文。他認為書中有六個地方需要加上宗教性附註，於是竄寫原文，在原有篇幅上增添了107節。正經所承認之《以斯帖記》並無提及神的名號，也沒有禱告詞，而這些增添的章節中卻有許多，可見譯者的增補是出於敬虔的動機。

## 記錄
以斯帖記補編部分有十節是在以斯帖記第十章，另外又加了六章，稱為第十一至十六章。 希臘文《七十士譯本》中，這些經文拆散分置多處，使全書貫通流暢，更為完整一致。 